# グランド・ハーバー
座標: 北緯35度53分42秒 東経14度31分14秒 / 北緯35.89500度 東経14.52056度

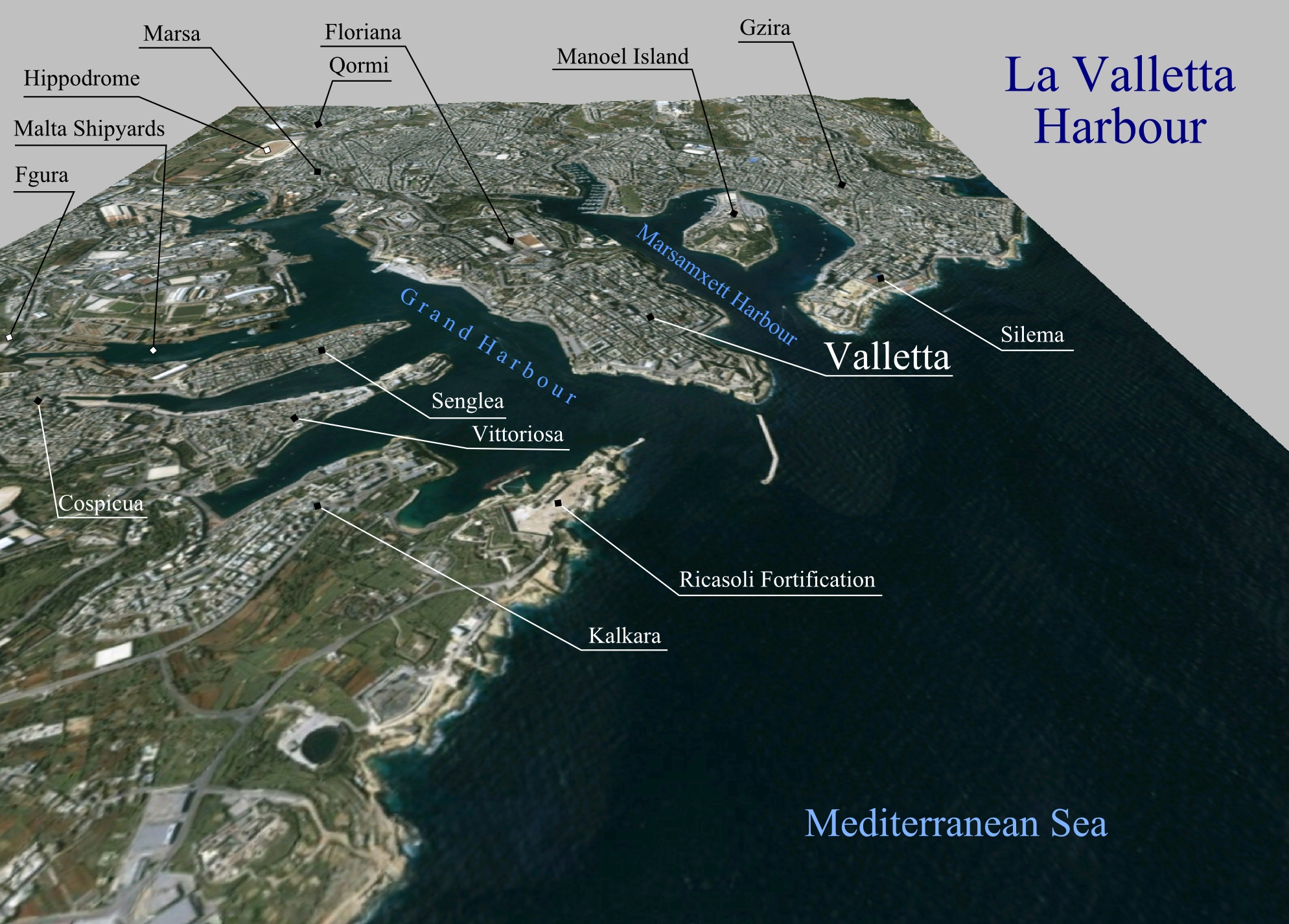
バレッタの上空からの見取り図

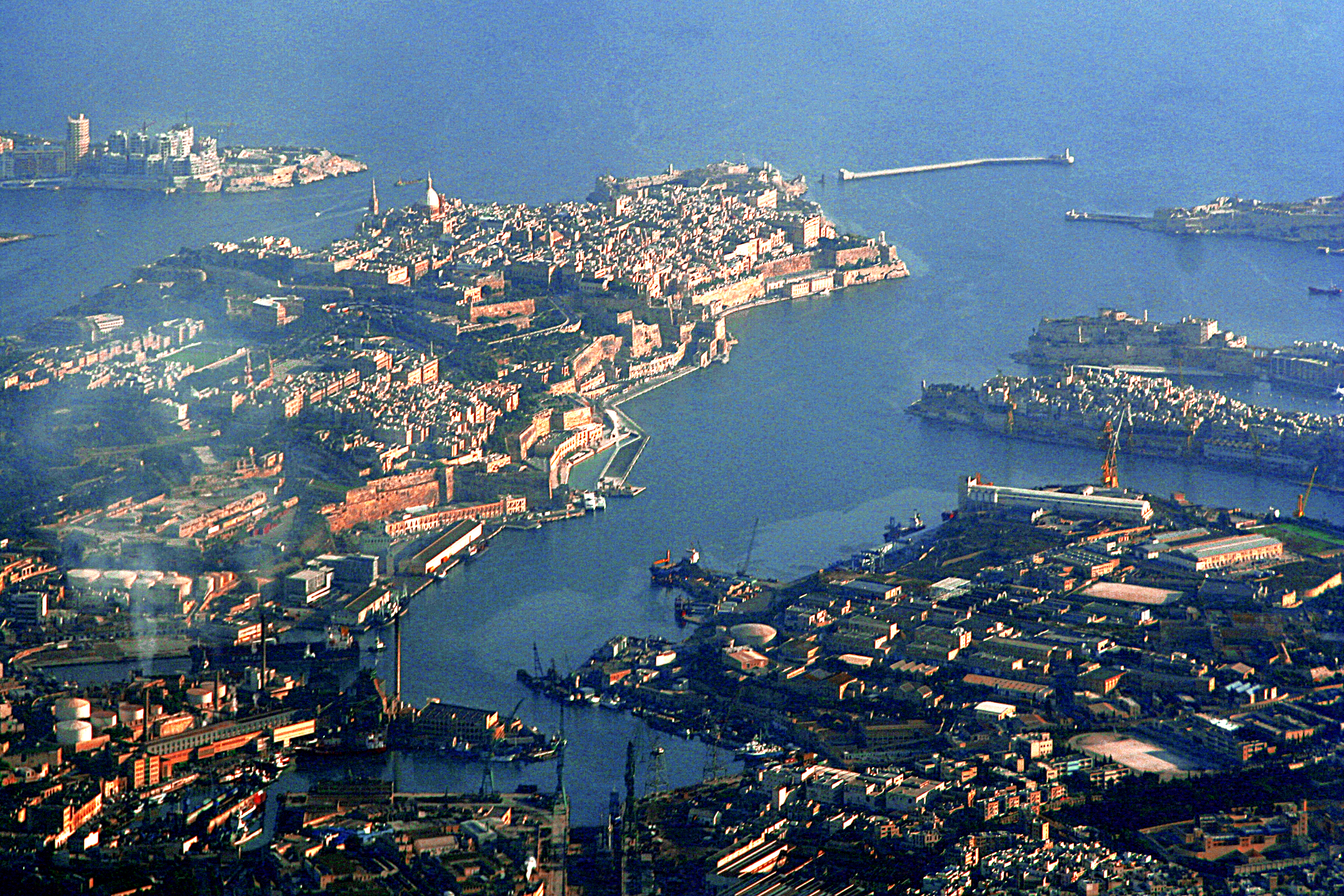
島側からグランド・ハーバーを見下ろした写真

グランド・ハーバー （英語:Grand Harbour、マルタ語: Il-Port il-Kbir、またはバレッタ港。英語：Port of Valletta）は、マルタ島の天然港で、マルタ共和国の首都バレッタの東側の湾内にある。バレッタの西側にはマルサムシェット・ハーバーがある。
少なくともフェニキアの時代から港として使用されている。天然港は長年に渡って拡張され、ドック、埠頭、要塞などの施設が建てられた。イギリス統治時代からは、グランド・ハーバーと呼ばれている。

## 概要
港の出口は北東の方角に開き、聖エルモ・ポイントが北の境界となっている。さらに隔てられた防波堤で守られ、リカソリ・ポイントが南の境界となっている。北西海岸はシベラス半島で、首都バレッタとその郊外フロリアーナが占めている。半島の西側に第二の港マルサムシェット・ハーバーがある。
港の南東海岸は、小さな町カルカラと「3都市」と呼ばれるビルグ、セングレア、コスピクアが占めている。海岸線は複雑で多くの入り江や岬があり、リネラ湾、カルカラ湾、ドックヤード湾、フレンチ湾などの地名が付いている。グランド・ハーバーの一番奥にはマルサがある。
グランド・ハーバーとマルサムシェット・ハーバーは「天然の良港」であり、バレッタ発展の原動力となった。しかし、2つの港に挟まれたバレッタは市街地拡大の余地がないため超過密となり、郊外に人口が流出することになった。郊外の自治体はコナベーションとなり、広域の都市圏を形成した。マルタの人口の大半がフロリアーナの半径3km以内で暮らしている。現在、ここはヨーロッパ有数の人口過密地帯である。

## ギャラリー

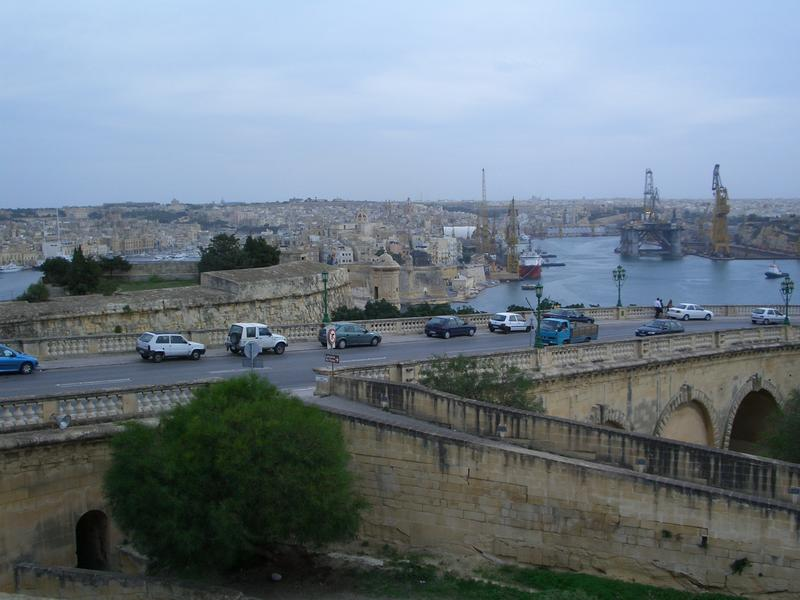
グランド・ハーバー
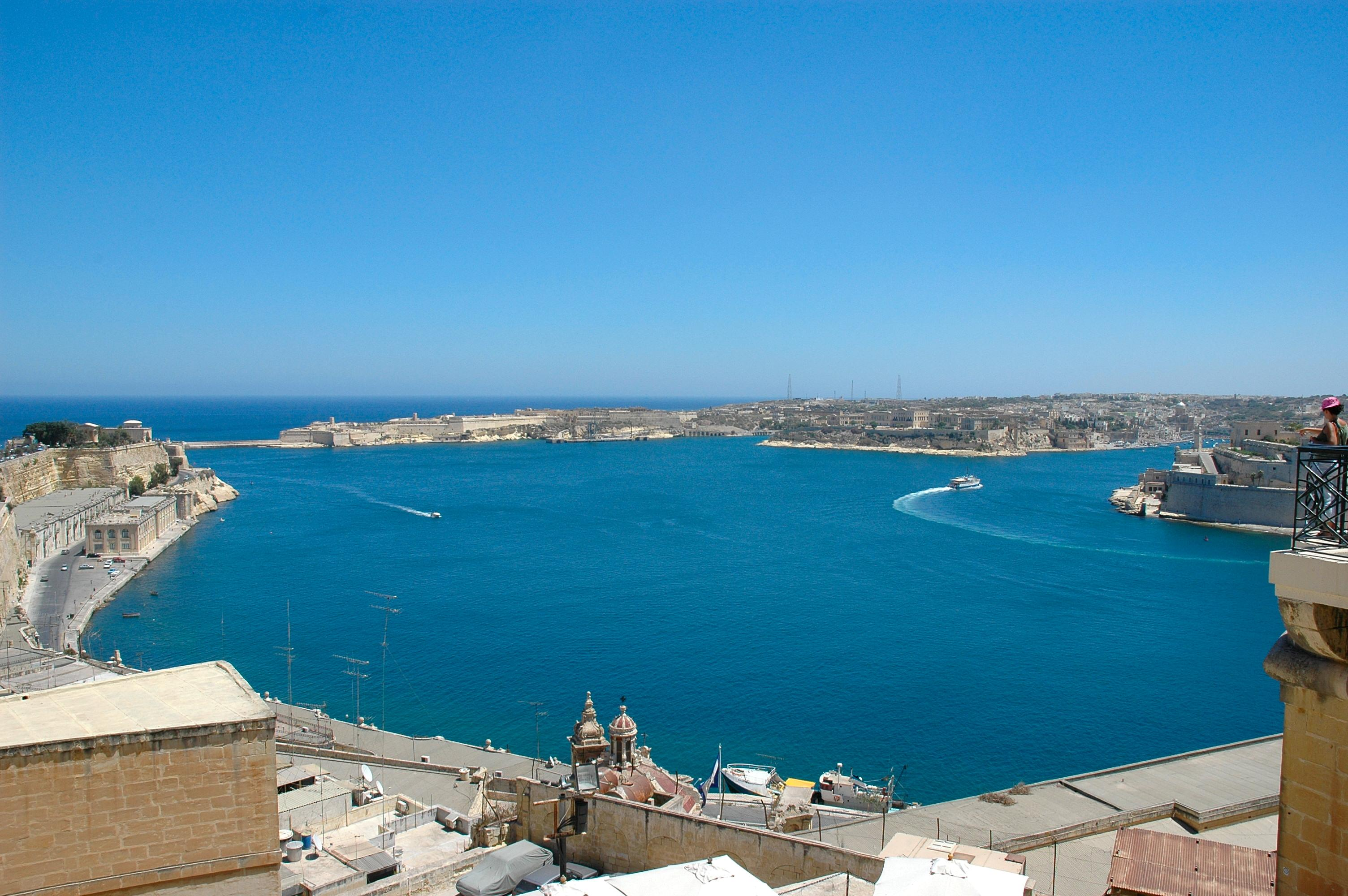
港から海を眺める
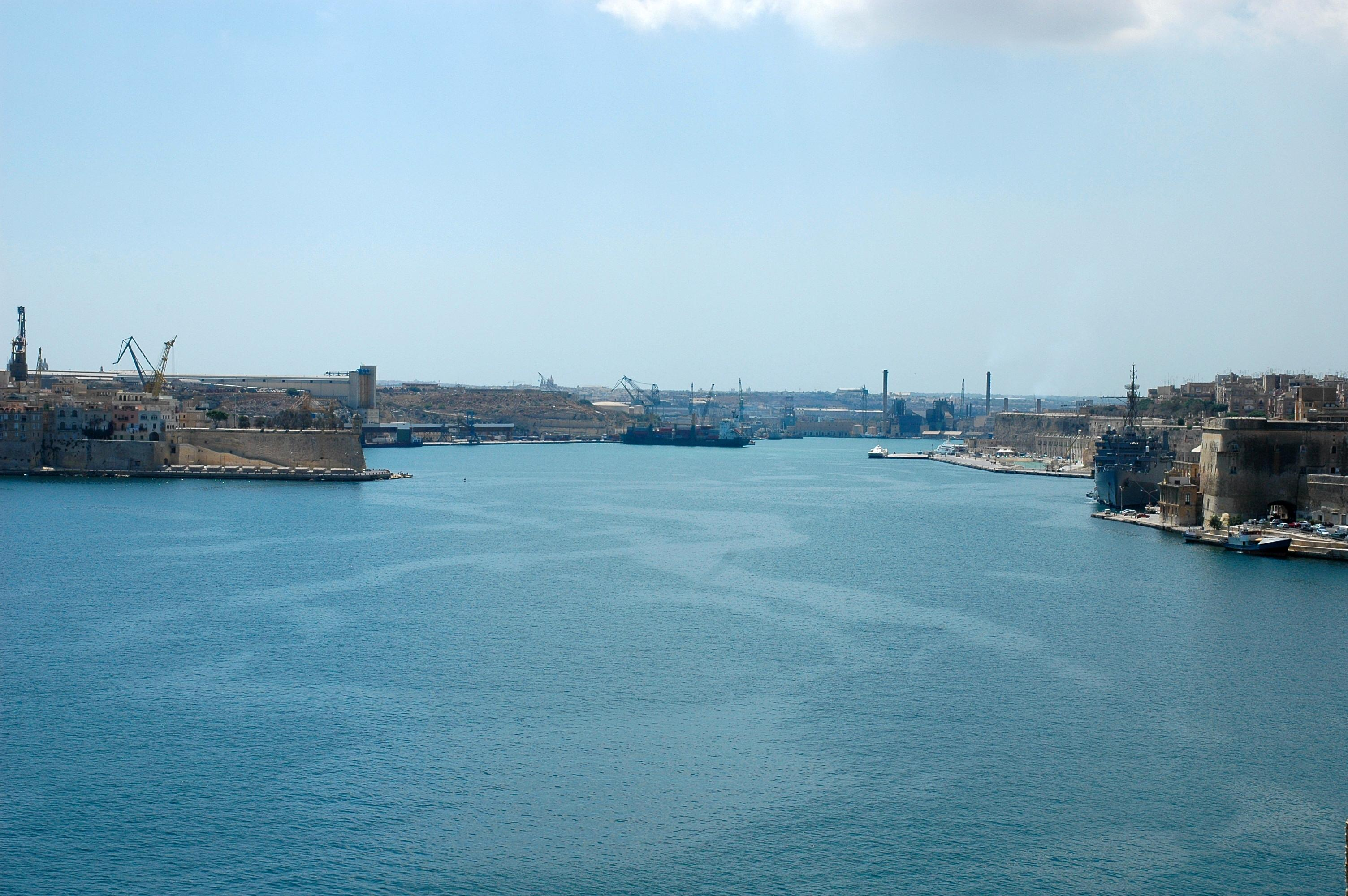
アッパー・バラッカ・ガーデンからの眺め
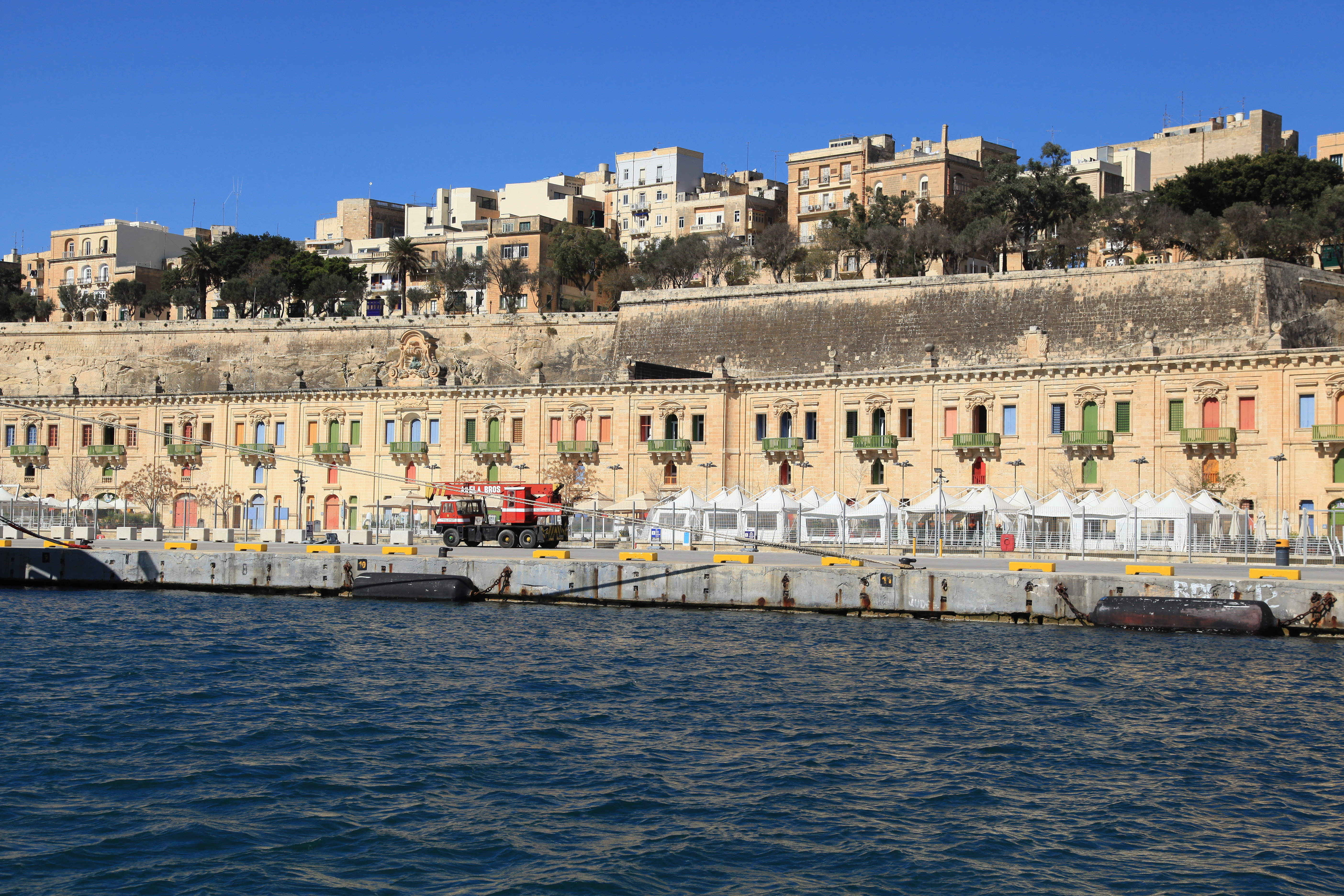
バレッタウォーターフロント（en:Valletta Waterfront）
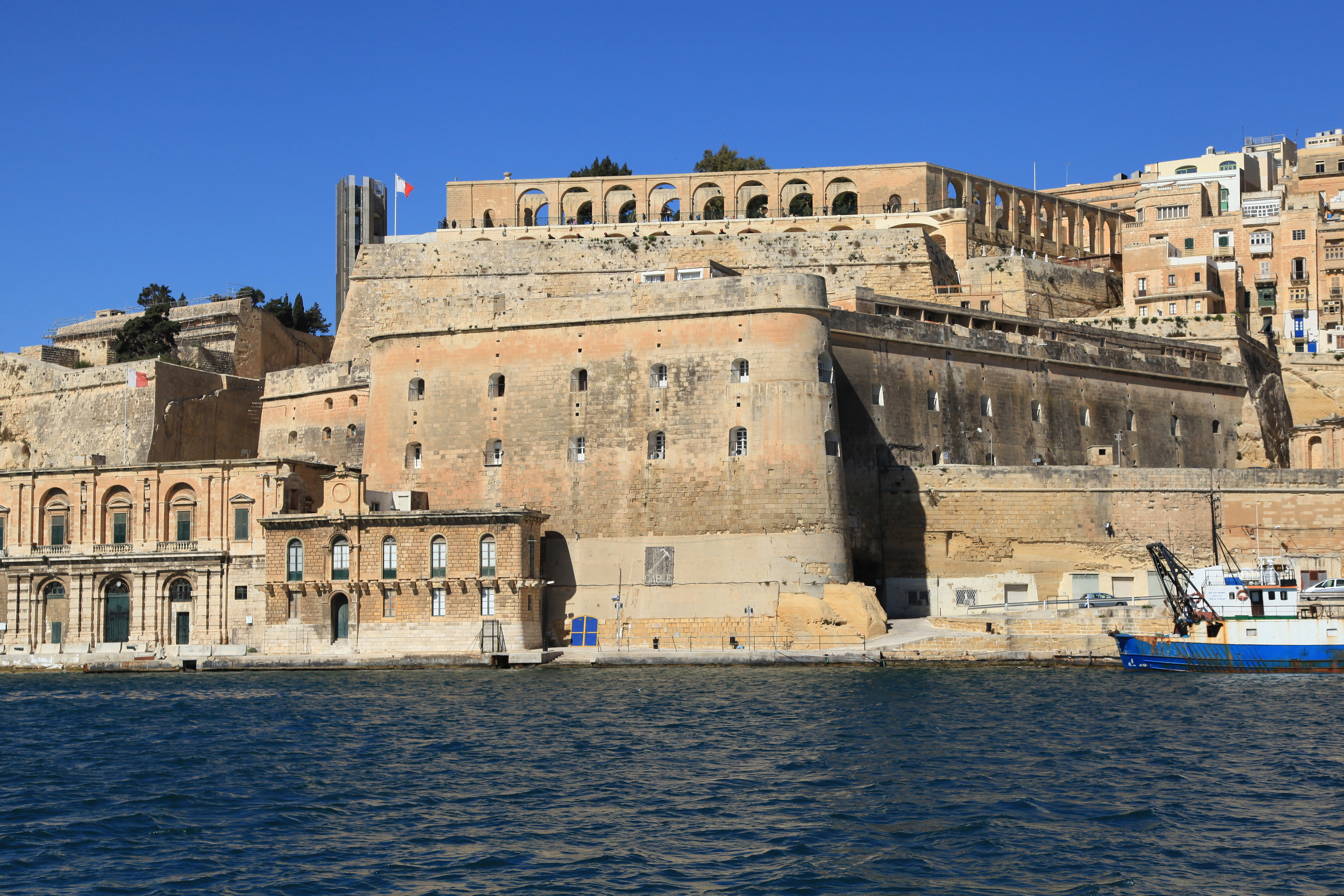
ラスカリス戦争記念館（旧英軍司令部）
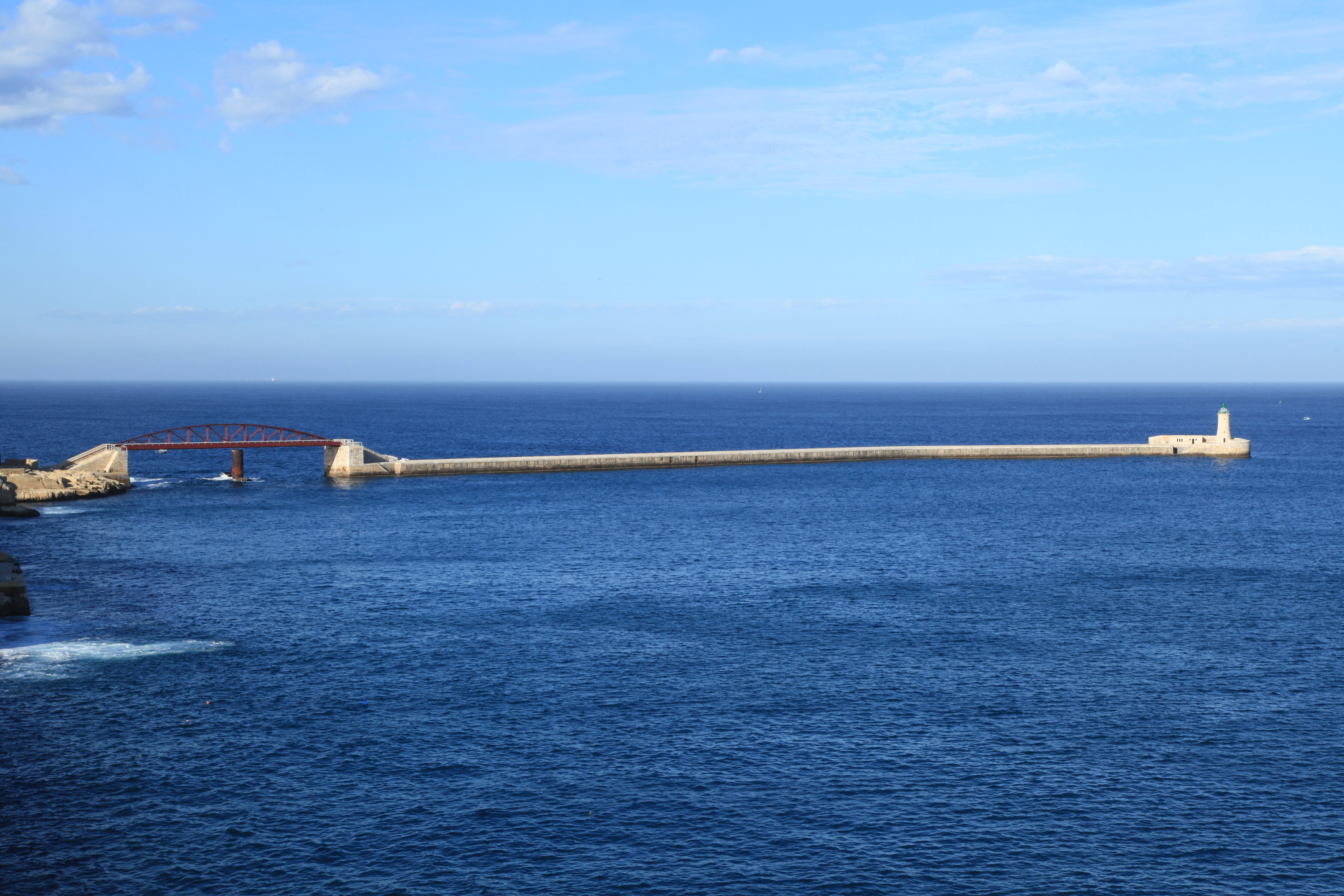
サンエルモ橋と堤防
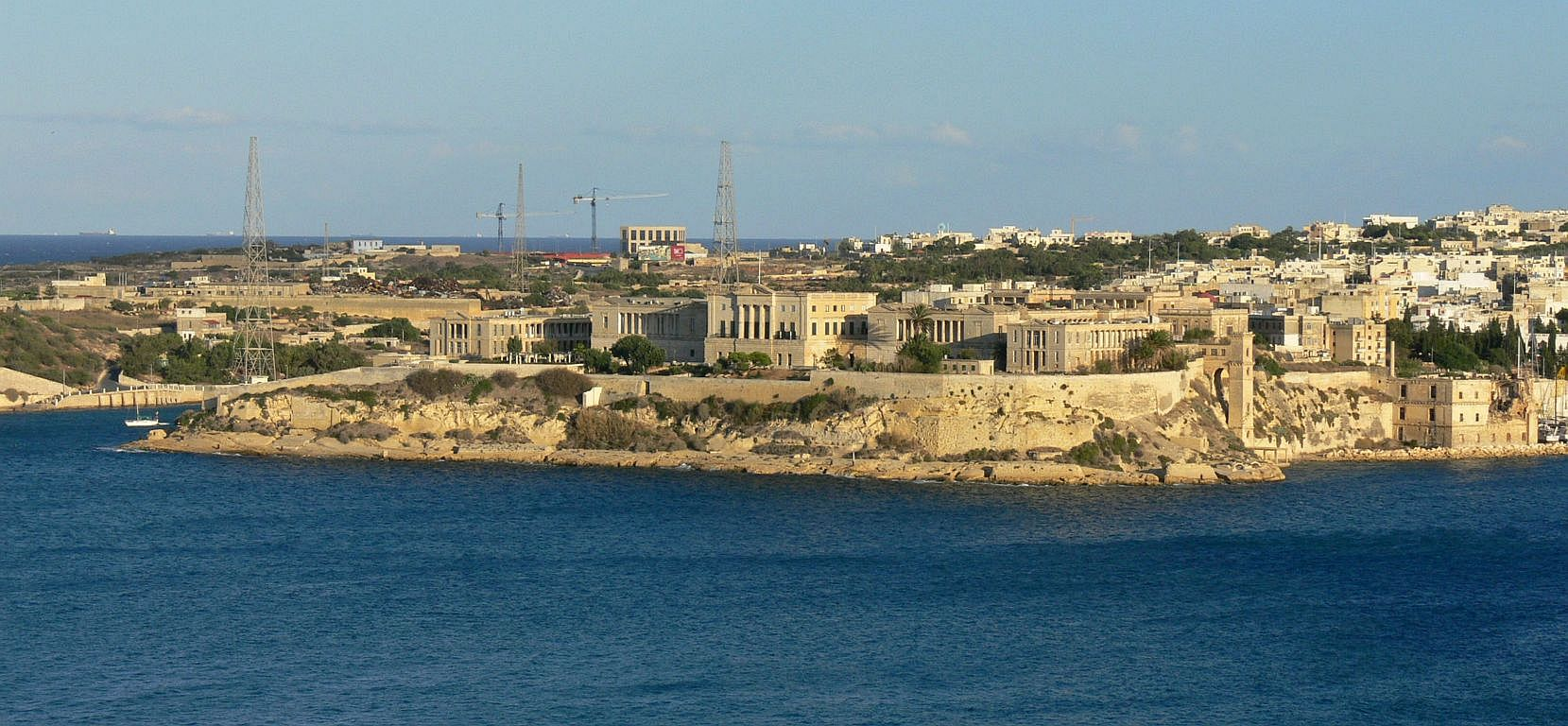
ビギ
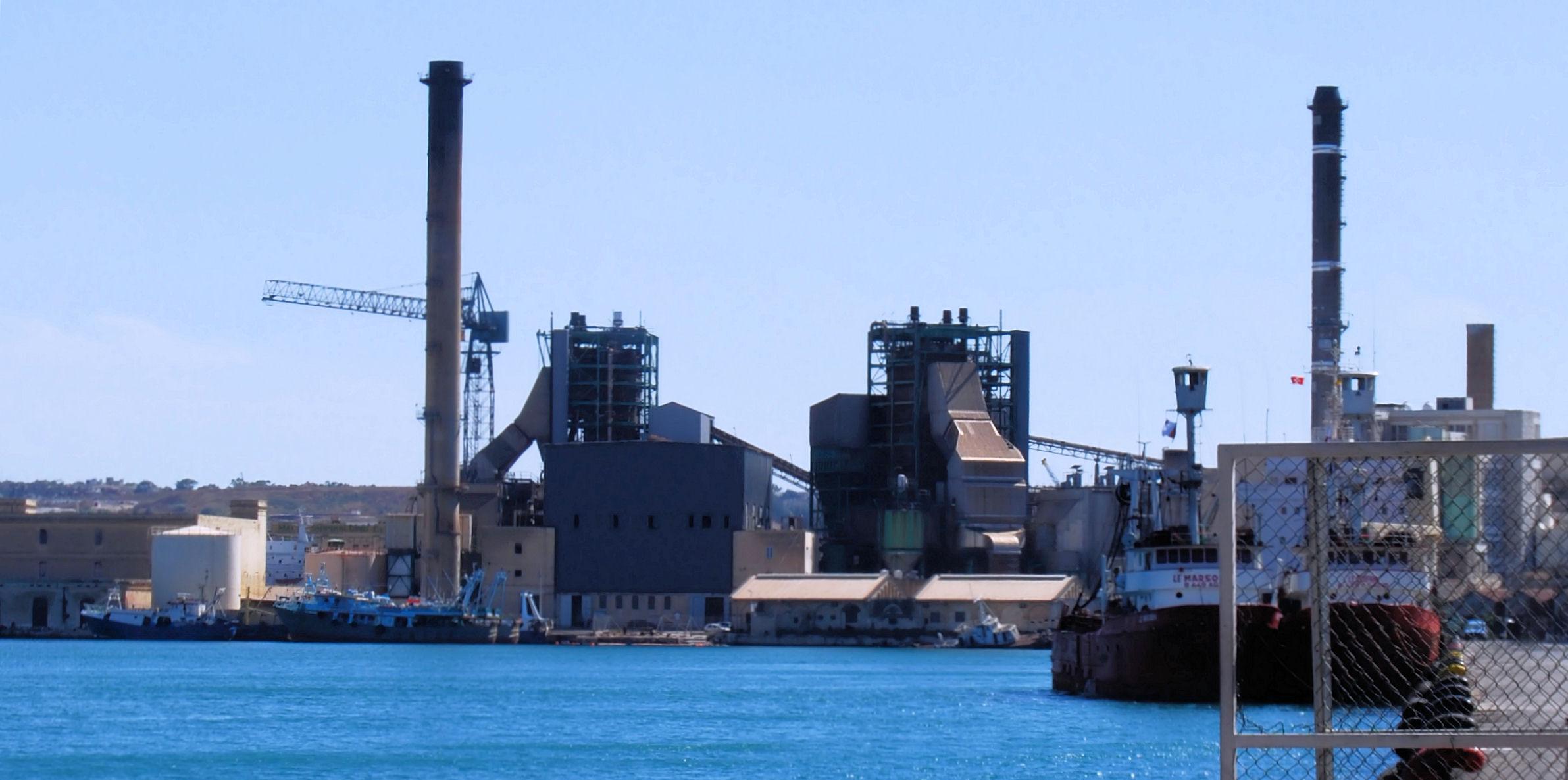
マルサ火力発電所
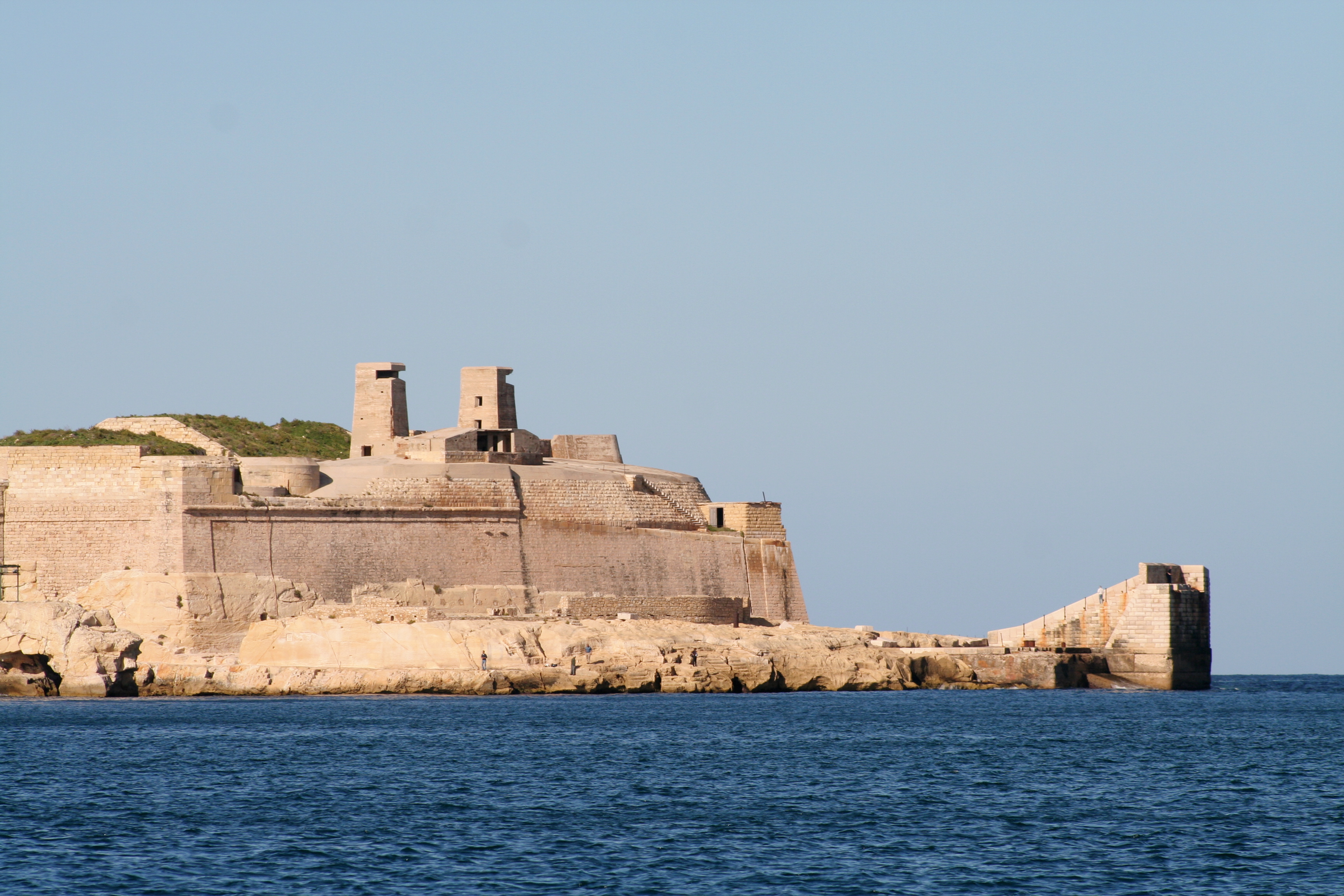
聖エルモ砦
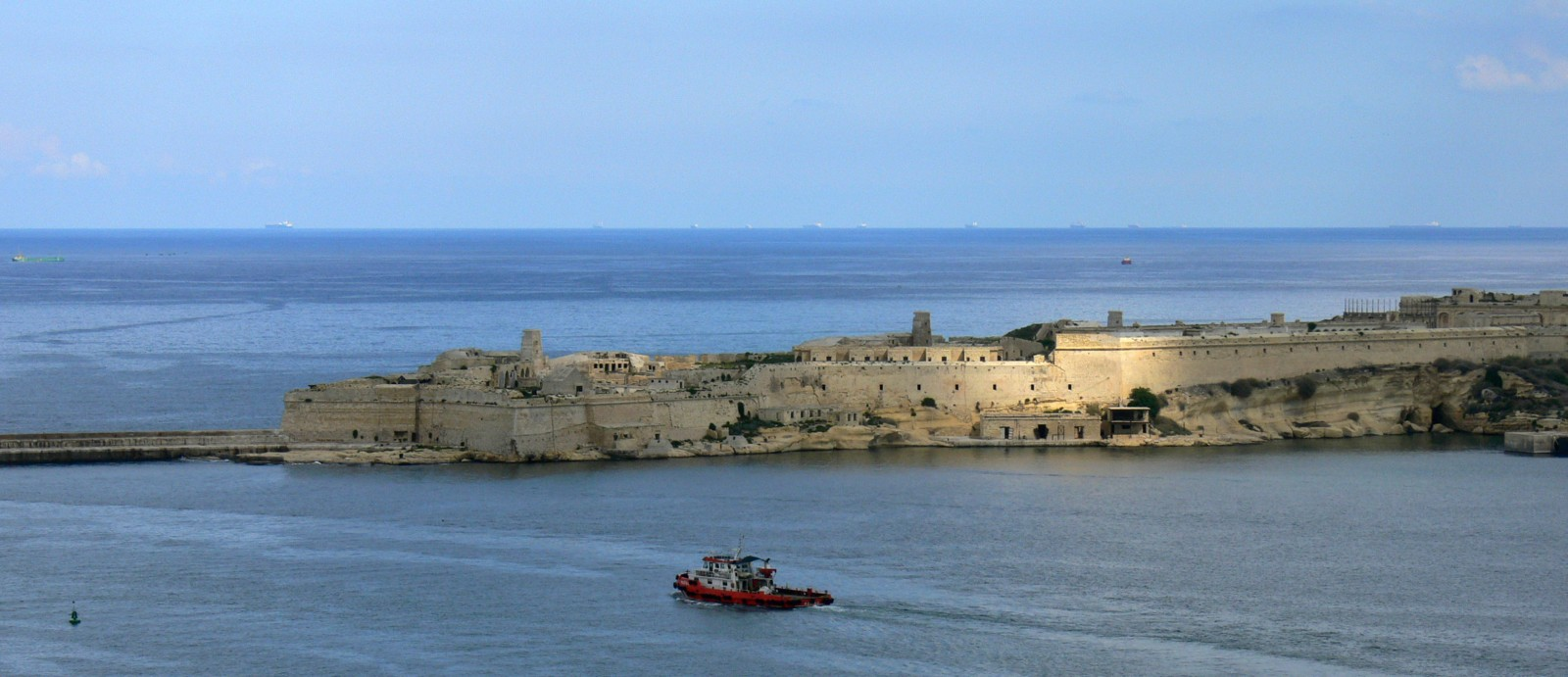
リカソリ砦
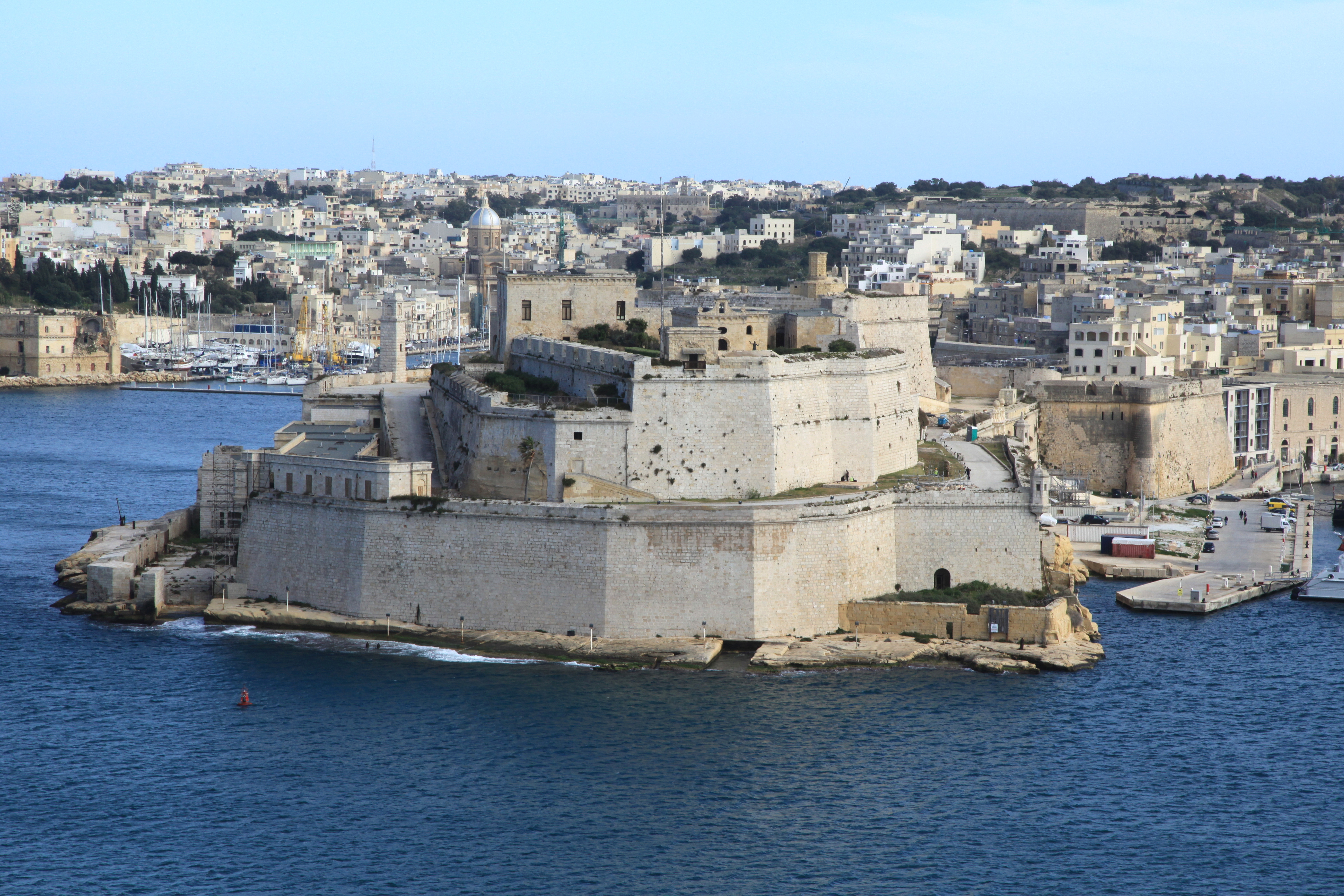
聖アンジェロ砦
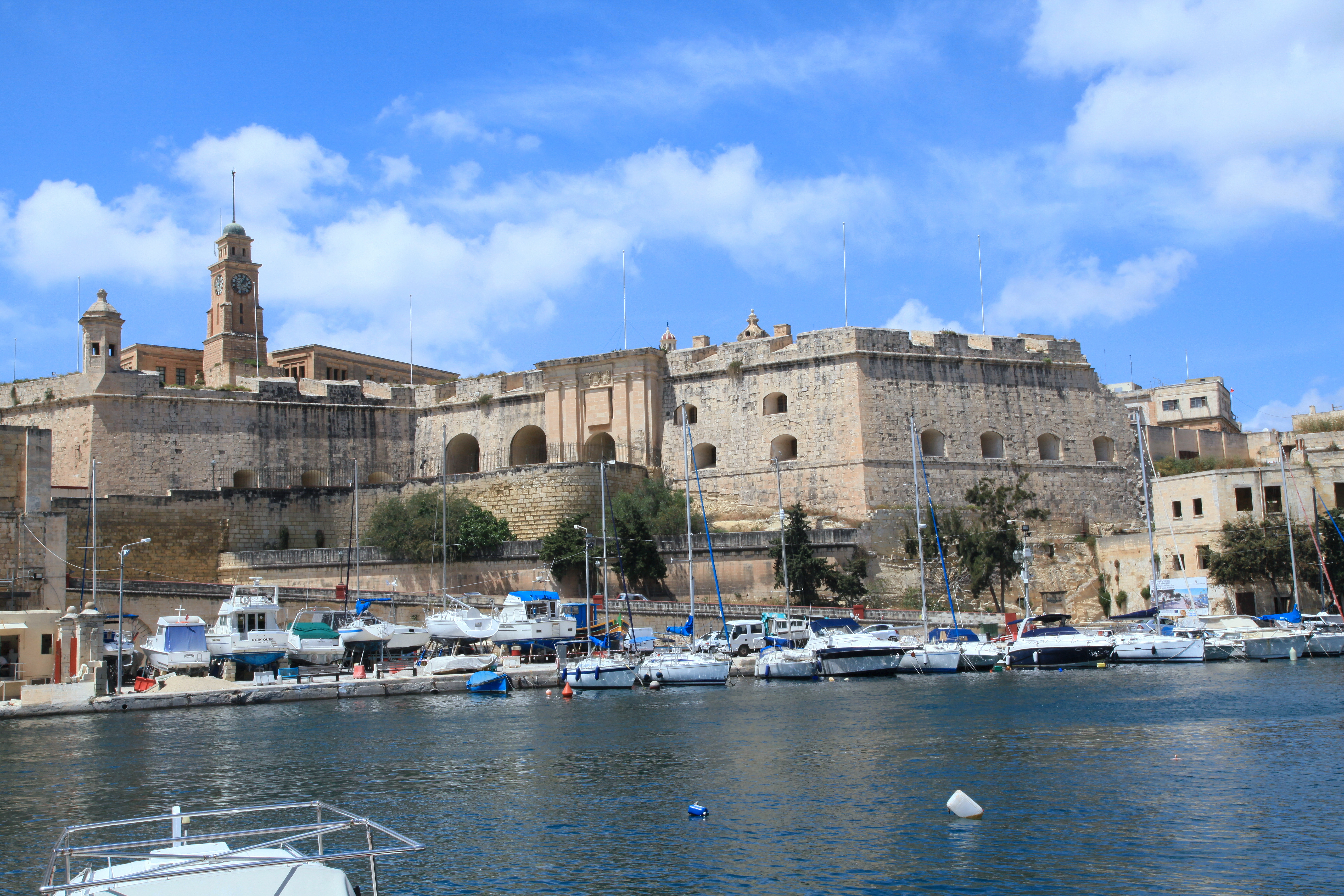
元聖ミケーレ砦

## 歴史
グランド・ハーバーは268年間聖ヨハネ騎士団（マルタ騎士団）の基地であった。騎士団が島を追われた後、イギリス帝国がさらに170年間軍事基地とした。1550年代終わりに、竜巻によって600人の死者とアルマダ船舶に被害が出た。港一帯は、オスマン帝国が聖ヨハネ騎士団を追い出そうとした1565年のマルタ大包囲戦の主戦場であった。
1798年6月に聖ヨハネ騎士団がナポレオンに降伏しフランスの占領下におかれたが、1800年9月に港湾区域がマルタの反政府勢力と海上の英国海軍によって封鎖されフランスは降伏した。その後、イギリスの保護国から植民地になり、地中海艦隊の母港として機能した。
第二次世界大戦中の1940年に起きたマルタ包囲戦では、一帯全部が情け容赦ない爆撃を受けた。港湾周囲のドック、軍事装備が枢軸国側の爆撃機の正当な標的だった。しかし、巻き添え被害によってバレッタと周囲の町の大半が破壊され、多くの民間人犠牲者を出した。 
港とドックは現在も活用されているが、イギリス軍がマルタから出て行ったことで、その軍事的意義を失った。マルタ貿易海運の相当な部分は、現在カラフラーナにある新たなマルタ自由港が担っており、20世紀前半に比べるとグランド・ハーバーはとて落ち着いた雰囲気となっている。

## 見所

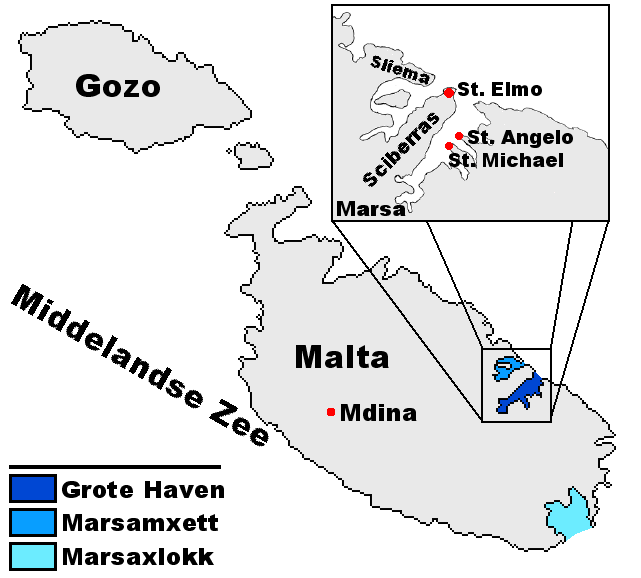
グランド・ハーバー(Grote Haven)、1565年マルタ包囲戦のオランダ語資料から

- 聖エルモ砦

首都バレッタのある半島の先端にある星形要塞。1565年、オスマン軍による1か月間にわたる猛攻を耐え抜き、これを撃退した。マルサムシェット・ハーバー側の対岸にはティグネ砦（en:Fort Tigné）、グランド・ハーバー側の対岸にはリカソリ砦がある。
ワールド・モニュメント財団が、2008年版の最も危機に瀕しているワールド・モニュメント・ウォッチ・リスト100選に取り上げ、修復が開始され2015年に完了した。現在は軍事博物館。
- リカソリ砦

湾の入り口にある要塞である。グランド・ハーバーを挟んだ対岸に聖エルモ砦がある。1670年から1698年に聖ヨハネ騎士団によって建造された。
- 聖アンジェロ砦

ビルグにある要塞である。この要塞は、元は13世紀ごろに建てられたCastrum Maris、またはCastello al Mareと呼ばれていた城で、1530年代-1690年代に聖ヨハネ騎士団が堡塁化再建築し、1565年でのマルタ大包囲戦でも騎士団の本部としての役割を果たした。イギリス統治下では、ストーンフリゲートに分類され、HMS Egmont、後にHMS St Angeloに改名された。第二次世界大戦中にかなりの被害を受けたが、修繕された。1998年に上部がマルタ騎士団に引き渡された。1998年以降、「マルタ島海岸周辺の騎士団砦群」の一部として、ユネスコ世界遺産の暫定リストに登録されている。
- 聖ミケーレ砦

セングレアにある要塞跡。20世紀初頭に一部が撤去されたが基部は残っている。現在は時計塔と学校が建っている。
- ヴィラ・ビギ（en:RNH Bighi）

カルカラにある元英国海軍病院。2010年以降、国家機関のマルタ文化庁の本部が置かれ、マルタ島の文化遺産、博物館などを管理している。
- ラスカリス戦争記念館（en:Lascaris War Rooms）

第二次世界大戦期に、イギリス軍が司令部として使用した。その後、NATOが入居していたが、現在は博物館となっている。